# Baneihäst
Baneihästen är en hästras som utvecklades i Japan, speciellt för sporten Banei-Keiba, ett lopp för tyngre kallblodshästar där de drar en tung släde som väger mellan 450 och 1000 kg på en sandbana med två branta backar. Rasen är baserad på den franska Percheronhästen och används i stort sett enbart till sporten Banei-Keiba som den utvecklades för. Hästarna kallas även Banba i Japan och de är stora och kraftiga kallblodshästar som besitter en otrolig styrka.

## Historia
Runt år 1900 höll bönderna i Hokkaido i Japan festivaler där deras arbetshästar fick ingå dragkamp mot varandra för att testa vem som hade den starkaste och kraftfullaste hästen. Fler festivaler anordnades tills år 1946 då sporten blev officiell och dragkampen hade utbytts till att hästarna skulle springa med fullastade slädar på 200 meter långa, raka banor med två sandkullar. 
Den vanligaste hästen inom sporten hade tidigare varit den franska Percheronhästen men utövare och tränare inom sporten ville ha något eget, något mer japanskt. De franska hästarna korsades med inhemska hästar och rasen uppkallades efter sporten.
Idag är hästarna ganska få i antal då de ofta inte används inom några andra områden förutom inom Banei-keiba.  

## Egenskaper

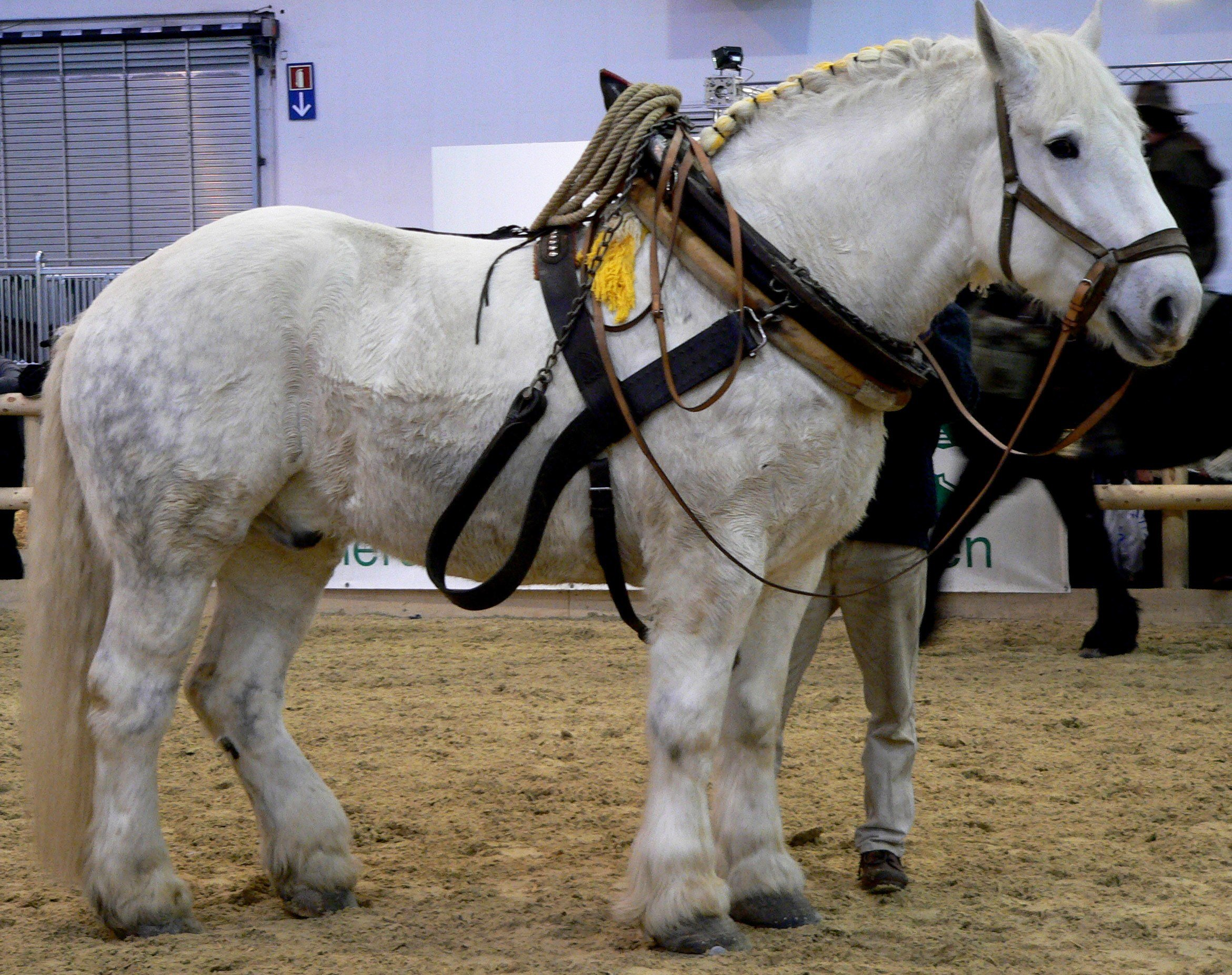
En Percheronhäst, som ingick i utvecklingen av Baneihästarna och som mest liknar dem till utseende och karaktär

Baneihästarna karaktäriseras av deras styrka och snabbhet då de kan släpa på 500 kg tunga slädar i 30 cm djup, mjuk sand. Hästarna påminner i exteriören om en lite mindre variant av Percheronhästen som är dess förfader. Benen är kraftiga och starka och huvudet är lite tungt med rak nosprofil. 

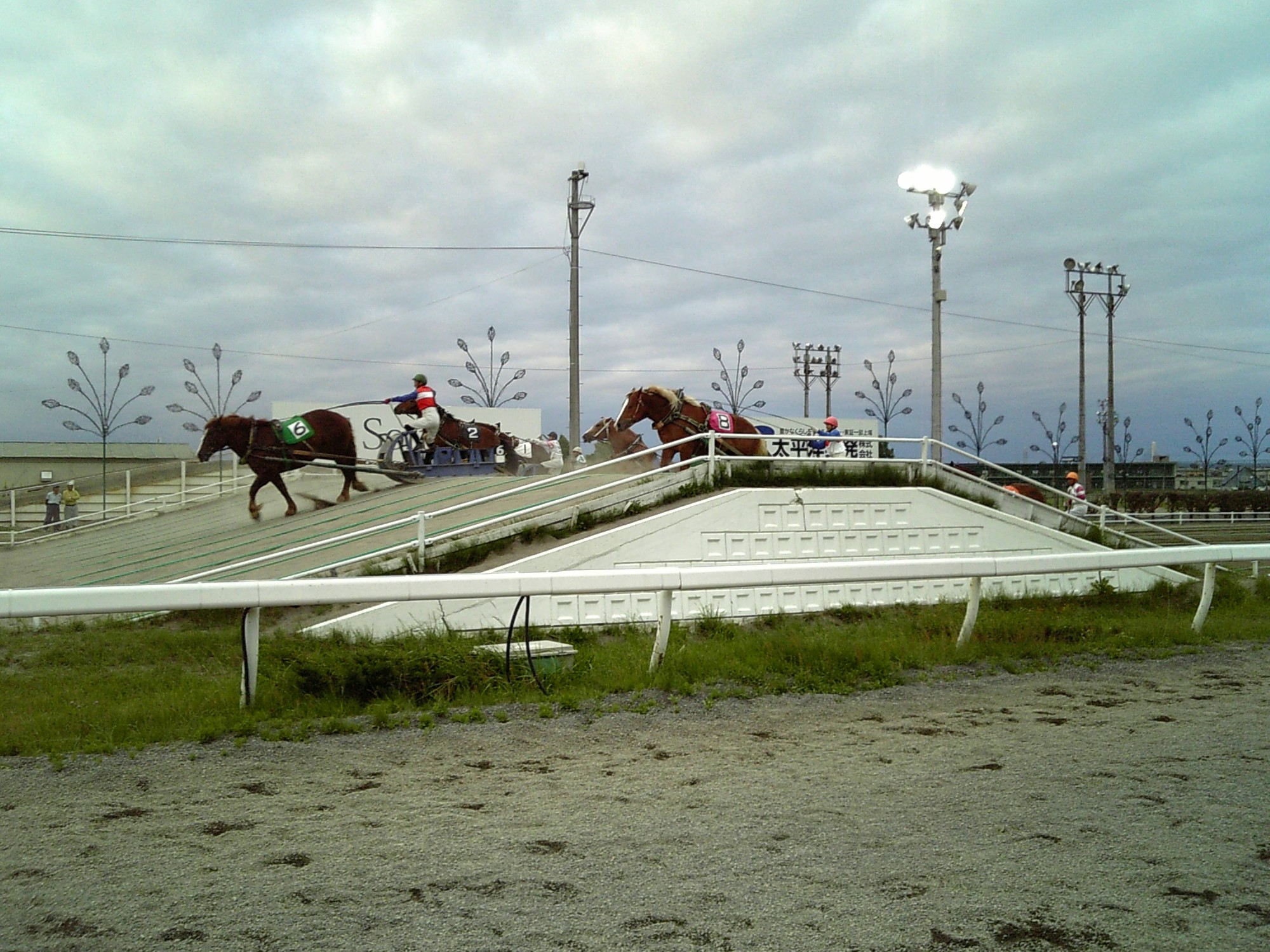
Sporten Banei-Keiba går ut på att dra tunga lass över sandkullar

Idag används rasen nästan enbart till sporten Banei-Keiba och föds nästan uteslutet upp i området Hokkaido i Japan.